# Arnoldus Bakers
Arnoldus Bakers (Mierlo, 13 april 1731 - Eindhoven, 30 september 1807) is een voormalig burgemeester van de Nederlandse stad Eindhoven. Bakers werd geboren als zoon van Petrus Bakers en Barbara Dirck van der Wyst. Hij vestigde zich met zijn gezin volgens een borgbrief d.d. 12 oktober 1767 in Eindhoven en was daar burgemeester in 1780 en 1781.
Hij trouwde te Mierlo op 26 oktober 1766 met Anna Maria van Gansewinkel, dochter van Arnoldus van Gansewinkel en Johanna van Laerhove, gedoopt te Mierlo op 5 juni 1743, begraven in Eindhoven op 31 december 1800.